# Douglas XB-42 Mixmaster
Douglas XB-42 Mixmaster là một loại máy bay ném bom thử nghiệm của Hoa Kỳ.

## Tính năng kỹ chiến thuật (XB-42)
Dữ liệu lấy từ McDonnell Douglas Aircraft since 1920
Đặc điểm tổng quát
- Kíp lái: 3
- Chiều dài: 53 ft 8 in (16,36 m)
- Sải cánh: 70 ft 6 in (21,49 m)
- Chiều cao: 18 ft 10 in (5,74 m)
- Diện tích cánh: 555 ft² (51,6 m²)
- Trọng lượng rỗng: 20.888 lb (9.475 kg)
- Trọng lượng cất cánh tối đa: 35.702 lb (16.194 kg)
- Động cơ: 2 × Allison V-1710-125, 1.325 hp (988 kW mỗi chiếc)  mỗi chiếc

 Hiệu suất bay 
- Vận tốc cực đại: 410 mph (357 knot, 660 km/h) trên độ cao 23.440 ft (7.145 m)
- Vận tốc hành trình: 312 mph
- Tầm bay: 1.800 mi (1.565 hải lý, 2.895 km)
- Tầm bay chuyển sân: 5.400 mi (4.696 nmi (8.690 km))
- Trần bay: 29.400 ft (8.960 m)

Trang bị vũ khí

- Súng: 6 × Súng máy M2 Browning.50 in (12.7 mm)
- Bom: 8.000 lb (3.629 kg)